# Liza Natalia
Liza Natalia Hasnoputro Sari (nacida en Yakarta, DKI Jakarta, el 18 de febrero de 1976), conocida por su nombre artístico como Liza Natalia, es una actriz, modelo y cantante indonesia. Participó en varias películas, así como en óperas de eventos nacionales, organizadas por cadenas de televisión privadas. También trabajó para varios anuncios publicitarios de televisión, que salió al aire para ventas de productos y revistas.

## Biografía
Liza pertenece a la familia, de un grupo étnico indígena de los Minangkabau, su padre es sudanés llamado Joseph Khyber Hasnoputro. De su matrimonio, Liza es madre de dos hijos llamados Queennara Latiza Brillians (n. 2006) y Kinggara Marqueyoz Sucahyo (n. 2010).
Liza es también es hermana mayor de la cantante Ashanty.

## Discografía
- Cincin (2002)
- Pasukan Joged (2008)

## Filmografía
- Romantini (2013)

## Películas
- Cintaku di Rumah Susun

## Anuncios
- Star Mild
- Baygon
- Frisian Flag
- Fuji Superia
- Extra Joss